# Christine Jezior
Christine Jezior (* 1961 in Polen) ist eine polnische Drehbuchautorin, Regisseurin und Filmproduzentin von Dokumentarfilmen. Ihre Produktionsfirma Maam.Tv widmet sich überwiegend Künstlerbiografien. Jezior lebt im Stadtteil Habenhausen in Bremen.

## Leben
Christine Jezior übersiedelte im Jahr 1986 nach Deutschland und gründete 1998 zusammen mit ihrem Mann die Konzertveranstaltungs-Agentur Konzertagentur 2000, wo sie junge Künstler der klassischen Musik promotete. Danach wurde sie Regisseurin von Dokumentarfilmen über klassische Musik. 2011 wurde sie für ihr Drehbuch zum Film Kaja Danczowska mit einem Preis beim Filmwettbewerb „Trzy korony“ ausgezeichnet.
Jeziors erster abendfüllender Dokumentarfilm I’ll Play It for You über die polnische Geigerin Wanda Wiłkomirska von 2008/09 wurde beim Polnischen Filmfestival in Chicago präsentiert und bekam einen ersten Preis beim internationalen Filmfestival „Kameraton“ 2011. Ihr zweiter abendfüllender Dokumentarfilm Why Competitions entstand 2011. Der Film dokumentiert den renommierten Chopin-Klavierwettbewerb von 1980 in Warschau, bei dem Ivo Pogorelich zwar nicht das Finale erreichte, der aber seinen Weltruhm begründete. Der Film wurde  beim internationalen Filmfestival „Planete Doc Review 2011“ in Warschau sowie bei den Festivals „Nurt“ in Kielce, „Kameraton“ in Gorzów Wielkopolski in NYFFP in NYC und PFFA in Chicago präsentiert.
Beim DocMiami International Film Festival 2012 erhielt sie eine Nominierung für ihren Film Ida Haendel – This Is My Heritage, den sie für das polnische Fernsehen TVP produziert hat.

## Filmografie
- 2009: I’ll Play It for You (Ja Wam to Zagram) (Regie und Drehbuch)
- 2011: Ida Haendel - This Is My Heritage (Wiem, skad jestem) (Regie und Drehbuch)
- 2011: Why Competitions (Dlaczego konkurs?/Warum Wettbewerbe?) (Regie und Drehbuch)
- 2011: Tutaj się urodziłam ( Hier wurde ich geboren) (Regie und Drehbuch)
- 2012: The Case of Ivo Pogorelich (Regie, Drehbuch, Produktion)
- 2014: Der erste Tag (Regie, Drehbuch, Produktion)
- 2018: Sonata (Regie, Drehbuch, Produktion)
- 2018: The Haendel Variations (Regie, Drehbuch, Produktion)
- 2018: Acting (Regie, Produktion)